# PAS Hamedan FC
El PAS Hamedan FC (en persa: باشگاه فوتبال پاس همدان‎, Bashgag-e Futbal-e Pas Hemidan) es un equipo de fútbol de Irán que juega en la Segunda División de Irán, la tercera categoría nacional.

## Historia
Fue fundado en el 9 de junio de 2007 en la ciudad de Hamedan luego de que el PAS Teherán FC fuera disuelto, aunque nació con el nombre Alvand Hamedan por la montaña Alvand, pero lo cambiaron por su nombre actual luego de una reunión.
En julio de 2008 se reveló que varios jugadores y miembros del cuerpo técnico se vieron involucrados en la distribución de sustancias prohibidas. Los mediocampistas Saeed Daghighi y Faruk Ihtijarević fueron suspendidos por seis meses luego de dar positivo por dopaje en el partido ante el Rah Ahan. El traductor del equipo Reza Chalangar y su preparador físico Morad-Ali Teymouri fueron descubiertos por suministrar las sustancias prohibidas y fueron suspendidos cuatro años de cualquier actividad deportiva en Irán. Además de que el club fue multado con 25,000 francos suizos.

## Entrenadores
| Nombre                  | Periodo   |
| ----------------------- | --------- |
| Vinko Begović           | 2007–2009 |
| Ali Reza Mansourian     | 2009      |
| Ali Asghar Modir Roosta | 2009–2010 |
| Mahmoud Yavari          | 2010–2011 |
| Ali Asghar Modir Roosta | 2011      |
| Faraz Kamalvand         | 2011–2012 |
| Vinko Begović           | 2012–2013 |
| Omid Tayeri             | 2013      |
| Mojtaba Khorshidi       | 2013–2014 |
| Mohsen Ashouri          | 2014      |
| Davoud Mahabadi         | 2014–2015 |
| Reza Talaeimanesh       | 2015–2016 |
| Akbar Mohammadi         | 2016–2017 |
| Ali Latifi              | 2017–     |